# Herbie Harper
Herbert „Herbie“ Harper (* 2. Juli 1920 in Salina, Kansas; † 21. Januar 2012) war ein amerikanischer Jazz-Posaunist.
Herbie Harper spielte mit Gene Krupa, Benny Goodman, Charlie Barnet und ab 1947 als Studiomusiker in Los Angeles. Dort leitete er auch zeitweise ein eigenes Ensemble. Im Laufe seiner Karriere nahm Harper Platten mit Ray Brown, Maynard Ferguson, Bob Florence, Fred Katz und Pete Rugolo auf und begleitete Billie Holiday.

## Diskografie (Auswahl)
- 1954 – Herbie Harper Quartet: The Complete Nocturne – Jazz in Hollywood Series, Vol. 1 (Fresh Sound Records) mit Bob Gordon, Jimmy Rowles, Harry Babasin, Roy Harte
- 1955 –  Five Brothers (VSOP, 1955) mit Bob Enevoldsen (vtb, ts), Don Overburg (g), Red Mitchell (b), Frank Capp (dr)
- 1957 – The Herbie Harper Sextet mit Howard Roberts, Marty Paich, Jay Corre, Frank Capp oder Mel Lewis